# Bruno Pellicier
Pour les articles homonymes, voir Pellicier.
Bruno Pellicier est un karatéka français né le 8 août 1960. Il est surtout connu pour avoir remporté l'épreuve de kumite individuel masculin moins de 70 kilos aux championnats d'Europe de karaté 1989 et 1990.

## Résultats
| Résultat           | Date | Épreuve                   | Catégorie | Compétition                | Ville hôte               |
| ------------------ | ---- | ------------------------- | --------- | -------------------------- | ------------------------ |
| Médaille de bronze | 1988 | Kumite individuel - 70 kg | Seniors   | Championnats du monde 1988 | Le Caire, en Égypte      |
| Médaille d'or      | 1989 | Kumite individuel - 70 kg | Seniors   | Championnats d'Europe 1989 | Titograd, en Yougoslavie |
| Médaille d'or      | 1990 | Kumite individuel - 70 kg | Seniors   | Championnats d'Europe 1990 | Vienne, en Autriche      |